# Meidericher TTC
Der Meidericher TTC 47 e.V. ist ein Tischtennisverein aus dem Duisburger Stadtteil Meiderich. In den 1970er Jahren zählte er zu den stärksten Herrenmannschaften Deutschlands.
Der Verein wurde am 1. März 1947 unter dem Namen Meidricher TTC "Lösort" gegründet. Am 1. August 1949 nannte er sich um in Meidericher TTC 47. Probleme gab es in der Saison 1953/54, als der Verein in Duisburg wegen der Kriegsfolgen kein geeignetes Spiellokal fand. Deshalb wurden alle Spiele auswärts ausgetragen. 1962 zog man in das eigene Clubheim ein, das in der Nähe des Meidericher Stadions liegt. Von 1949 bis 1953 stieg der Verein mehrmals auf, von der 2. Kreisklasse bis in die Landesliga, damals die zweithöchste Regionalklasse. 
Unter der Regie von Karl-Heinz Hasenbrink († 2014) erzielte der Verein in den 1970er Jahren die größten Erfolge. Bereits in der Saison 1966/67 stieg die Herrenmannschaft (Wilfried Poll, Peter Büssen, Claus Scholz, Heinz Arno Jäger, Karlheinz Gresch, Heiner Bierhoff) in die Oberliga West auf. 1970 erreichte sie das Finale des ETTU Cups, in dem sie gegen GSTK Vjesnik Zagreb verloren. In der Saison 1971/72 wurde das Team um Richard Fritz, Hanno Deutz und Peter Engel deutscher Pokalsieger. Von 1970/71 bis 1974/75 belegte es fünfmal in Folge den zweiten Platz in der Bundesliga. 
Im Jahr 1976 trennte sich der Verein vorzeitig von Richard Fritz wegen dessen wiederholtem unsportlichen Verhaltens. Wenig später zog der Verein die Mannschaft freiwillig aus der Bundesliga in die Landesliga zurück, da sich der geschäftsführende Vorsitzende Karl-Heinz Hasenbrink verabschiedete.